# Sphaerodactylus intermedius
Sphaerodactylus intermedius — вид геконоподібних ящірок родини Sphaerodactylidae. Ендемік Куби.

## Поширення і екологія
Sphaerodactylus intermedius мешкають в прибережних районах на північному заході Куби, в Гавані та на півночі провінцій Маябеке і Матансас. Вологих живуть у вологих тропічних лісах, в прибережних і вторинних заростях, серед опалого листя і під камінням. 

## Збереження
МСОП класифікує цей вид як такий, що перебуває під загрозою зникнення. Sphaerodactylus intermedius загрожує знищення природного середовища. 